# 2021-es WEC monzai 6 órás verseny
| Pályarajz   | Pályarajz                 | Pályarajz                                       |
| ----------- | ------------------------- | ----------------------------------------------- |
|             |                           |                                                 |
| Győztesek   |                           |                                                 |
| Kategória   | Csapat                    | Versenyzők                                      |
| Hypercar    | #7 Toyota Gazoo Racing    | Mike Conway Kobajasi Kamui José María López     |
| LMP2        | #22 United Autosports USA | Philip Hanson Fabio Scherer Filipe Albuquerque  |
| LMP2 Pro-Am | #29 Racing Team Nederland | Frits van Eerd Paul-Loup Chatin Nyck de Vries   |
| LMGTE Pro   | #92 Porsche GT Team       | Kévin Estre Neel Jani                           |
| LMGTE Am    | #83 AF Corse              | Nicklas Nielsen François Perrodo Alessio Rovera |

A 2021-es WEC monzai 6 órás verseny a Hosszútávú-világbajnokság 2021-es szezonjának harmadik futama volt, amelyet július 18-án tartottak meg. A fordulót Mike Conway, Kobajasi Kamui és José María López triója nyerte meg, akik a hibridhajtású Toyota Gazoo Racing csapatának #8-as rajtszámú versenyautóját vezették.

## Időmérő
A kategóriák leggyorsabb versenyzői vastaggal vannak kiemelve.
| Poz. | Kategória | Csapat                        | Átlagidő   | Különbség | Rajthely |
| ---- | --------- | ----------------------------- | ---------- | --------- | -------- |
| 1.   | Hypercar  | #7 Toyota Gazoo Racing        | 1:35,899   | -         | 1        |
| 2.   | Hypercar  | #8 Toyota Gazoo Racing        | 1:35,961   | +0,062    | 2        |
| 3.   | Hypercar  | #36 Alpine Elf Matmut         | 1:36,121   | +0,222    | 3        |
| 4.   | Hypercar  | #708 Glickenhaus Racing       | 1:36,686   | +0,787    | 4        |
| 5.   | Hypercar  | #709 Glickenhaus Racing       | 1:38,323   | +2,424    | 5        |
| 6.   | LMP2      | #31 Team WRT                  | 1:38,527   | +2,628    | 6        |
| 7.   | LMP2      | #22 United Autosports USA     | 1:38,557   | +2,658    | 7        |
| 8.   | LMP2      | #21 DragonSpeed USA           | 1:38,663   | +2,764    | 8        |
| 9.   | LMP2      | #29 Racing Team Nederland     | 1:38,726   | +2,827    | 9        |
| 10.  | LMP2      | #82 Risi Competizione         | 1:38,829   | +2,930    | 10       |
| 11.  | LMP2      | #38 JOTA                      | 1:38,890   | +2,991    | 11       |
| 12.  | LMP2      | #70 Realteam Racing           | 1:39,472   | +3,573    | 12       |
| 13.  | LMP2      | #34 Inter Europol Competition | 1:39,491   | +3,592    | 13       |
| 14.  | LMP2      | #1 Richard Mille Racing Team  | 1:39,905   | +4,006    | 14       |
| 15.  | LMP2      | #20 High Class Racing         | 1:40,026   | +4,127    | 15       |
| 16.  | LMP2      | #44 ARC Bratislava            | 1:40,413   | +4,514    | 16       |
| 17.  | LMGTE Pro | #92 Porsche GT Team           | 1:45,412   | +9,513    | 18       |
| 18.  | LMGTE Pro | #51 AF Corse                  | 1:45,477   | +9,578    | 19       |
| 19.  | LMGTE Pro | #91 Porsche GT Team           | 1:45,844   | +9,945    | 20       |
| 20.  | LMGTE Pro | #52 AF Corse                  | 1:46,214   | +10,315   | 21       |
| 21.  | LMGTE Am  | #33 TF Sport                  | 1:47,272   | +11,373   | 22       |
| 22.  | LMGTE Am  | #47 Cetilar Racing            | 1:47,950   | +12,051   | 23       |
| 23.  | LMGTE Am  | #56 Team Project 1            | 1:48,057   | +12,158   | 24       |
| 24.  | LMGTE Am  | #61 AF Corse                  | 1:48,227   | +12,328   | 25       |
| 25.  | LMGTE Am  | #54 AF Corse                  | 1:48,403   | +12,504   | 26       |
| 26.  | LMGTE Am  | #85 Iron Lynx                 | 1:48,437   | +12,538   | 27       |
| 27.  | LMGTE Am  | #98 Aston Martin Racing       | 1:48,457   | +12,558   | 28       |
| 28.  | LMGTE Am  | #388 Rinaldi Racing           | 1:48,700   | +12,801   | 29       |
| 29.  | LMGTE Am  | #77 Dempsey-Proton Racing     | 1:48,766   | +12,867   | 30       |
| 30.  | LMGTE Am  | #777 D'station Racing         | 1:49,128   | +13,229   | 31       |
| 31.  | LMGTE Am  | #88 Dempsey-Proton Racing     | 1:49,211   | +13,312   | 32       |
| 32.  | LMGTE Am  | #86 GR Racing                 | 1:49,244   | +13,345   | 33       |
| 33.  | LMGTE Am  | #46 Team Project 1            | 1:51,051   | +15,152   | 34       |
| 34.  | LMP2      | #28 JOTA                      | idő nélkül |           | 17       |
| 35.  | LMGTE Am  | #60 Iron Lynx                 | idő nélkül |           | 35       |
| 36.  | LMGTE Am  | #83 AF Corse                  | idő nélkül |           | 36       |

## Verseny
A résztvevőknek legalább a versenytáv 70%-át (142 kört) teljesíteniük kellett ahhoz, hogy az elért eredményüket értékeljék. A kategóriák leggyorsabb versenyzői vastaggal vannak kiemelve.
| Helyezés | Kategória     | #   | Csapat                    | Versenyzők                                               | Kasztni                       | Gumi | Kör | Idő/Hátrány/Kiesés |
| Helyezés | Kategória     | #   | Csapat                    | Versenyzők                                               | Motor                         | Gumi | Kör | Idő/Hátrány/Kiesés |
| -------- | ------------- | --- | ------------------------- | -------------------------------------------------------- | ----------------------------- | ---- | --- | ------------------ |
| 1.       | Hypercar      | 7   | Toyota Gazoo Racing       | Mike Conway Kobajasi Kamui José María López              | Toyota GR010 Hybrid           | M    | 204 | 6:01:12,290        |
| 1.       | Hypercar      | 7   | Toyota Gazoo Racing       | Mike Conway Kobajasi Kamui José María López              | Toyota 3.5 L Turbo V6         | M    | 204 | 6:01:12,290        |
| 2.       | Hypercar      | 36  | Alpine Elf Matmut         | André Negrão Nicolas Lapierre Matthieu Vaxivière         | Alpine A480                   | M    | 204 | +1:00,908          |
| 2.       | Hypercar      | 36  | Alpine Elf Matmut         | André Negrão Nicolas Lapierre Matthieu Vaxivière         | Gibson GL458 4.5 L V8         | M    | 204 | +1:00,908          |
| 3.       | LMP2          | 22  | United Autosports USA     | Philip Hanson Fabio Scherer Filipe Albuquerque           | Oreca 07                      | G    | 200 | +4 kör             |
| 3.       | LMP2          | 22  | United Autosports USA     | Philip Hanson Fabio Scherer Filipe Albuquerque           | Gibson GK428 4.2 L V8         | G    | 200 | +4 kör             |
| 4.       | Hypercar      | 709 | Glickenhaus Racing        | Romain Dumas Franck Mailleux Richard Westbrook           | Glickenhaus 007 LMH           | M    | 200 | +4 kör             |
| 4.       | Hypercar      | 709 | Glickenhaus Racing        | Romain Dumas Franck Mailleux Richard Westbrook           | Glickenhaus 3.5 L Turbo V8    | M    | 200 | +4 kör             |
| 5.       | LMP2          | 31  | Team WRT                  | Robin Frijns Habsburg Ferdinánd Charles Milesi           | Oreca 07                      | G    | 200 | +4 kör             |
| 5.       | LMP2          | 31  | Team WRT                  | Robin Frijns Habsburg Ferdinánd Charles Milesi           | Gibson GK428 4.2 L V8         | G    | 200 | +4 kör             |
| 6.       | LMP2 (Pro-Am) | 29  | Racing Team Nederland     | Frits van Eerd Paul-Loup Chatin Nyck de Vries            | Oreca 07                      | G    | 200 | +4 kör             |
| 6.       | LMP2 (Pro-Am) | 29  | Racing Team Nederland     | Frits van Eerd Paul-Loup Chatin Nyck de Vries            | Gibson GK428 4.2 L V8         | G    | 200 | +4 kör             |
| 7.       | LMP2          | 34  | Inter Europol Competition | Jakub Śmiechowski Renger van der Zande Alex Brundle      | Oreca 07                      | G    | 199 | +5 kör             |
| 7.       | LMP2          | 34  | Inter Europol Competition | Jakub Śmiechowski Renger van der Zande Alex Brundle      | Gibson GK428 4.2 L V8         | G    | 199 | +5 kör             |
| 8.       | LMP2          | 28  | JOTA                      | Sean Gelael Stoffel Vandoorne Tom Blomqvist              | Oreca 07                      | G    | 199 | +5 kör             |
| 8.       | LMP2          | 28  | JOTA                      | Sean Gelael Stoffel Vandoorne Tom Blomqvist              | Gibson GK428 4.2 L V8         | G    | 199 | +5 kör             |
| 9.       | LMP2 (Pro-Am) | 21  | DragonSpeed USA           | Henrik Hedman Juan Pablo Montoya Ben Hanley              | Oreca 07                      | G    | 199 | +5 kör             |
| 9.       | LMP2 (Pro-Am) | 21  | DragonSpeed USA           | Henrik Hedman Juan Pablo Montoya Ben Hanley              | Gibson GK428 4.2 L V8         | G    | 199 | +5 kör             |
| 10.      | LMP2 (Pro-Am) | 70  | Realteam Racing           | Esteban García Loïc Duval Norman Nato                    | Oreca 07                      | G    | 198 | +6 kör             |
| 10.      | LMP2 (Pro-Am) | 70  | Realteam Racing           | Esteban García Loïc Duval Norman Nato                    | Gibson GK428 4.2 L V8         | G    | 198 | +6 kör             |
| 11.      | LMP2 (Pro-Am) | 1   | Richard Mille Racing Team | Tatiana Calderón Sophia Flörsch                          | Oreca 07                      | G    | 198 | +6 kör             |
| 11.      | LMP2 (Pro-Am) | 1   | Richard Mille Racing Team | Tatiana Calderón Sophia Flörsch                          | Gibson GK428 4.2 L V8         | G    | 198 | +6 kör             |
| 12.      | LMP2 (Pro-Am) | 20  | High Class Racing         | Jan Magnussen Anders Fjordbach Dennis Andersen           | Oreca 07                      | G    | 197 | +7 kör             |
| 12.      | LMP2 (Pro-Am) | 20  | High Class Racing         | Jan Magnussen Anders Fjordbach Dennis Andersen           | Gibson GK428 4.2 L V8         | G    | 197 | +7 kör             |
| 13.      | LMP2          | 82  | Risi Competizione         | Ryan Cullen Oliver Jarvis Felipe Nasr                    | Oreca 07                      | G    | 196 | +8 kör             |
| 13.      | LMP2          | 82  | Risi Competizione         | Ryan Cullen Oliver Jarvis Felipe Nasr                    | Gibson GK428 4.2 L V8         | G    | 196 | +8 kör             |
| 14.      | LMP2 (Pro-Am) | 44  | ARC Bratislava            | Miro Konôpka Oliver Webb Matej Konôpka                   | Ligier JS P217                | G    | 191 | +13 kör            |
| 14.      | LMP2 (Pro-Am) | 44  | ARC Bratislava            | Miro Konôpka Oliver Webb Matej Konôpka                   | Gibson GK428 4.2 L V8         | G    | 191 | +13 kör            |
| 15.      | LMGTE Pro     | 92  | Porsche GT Team           | Kévin Estre Neel Jani                                    | Porsche 911 RSR-19            | M    | 190 | +14 kör            |
| 15.      | LMGTE Pro     | 92  | Porsche GT Team           | Kévin Estre Neel Jani                                    | Porsche 4.2 L Flat-6          | M    | 190 | +14 kör            |
| 16.      | LMGTE Pro     | 51  | AF Corse                  | Alessandro Pier Guidi James Calado                       | Ferrari 488 GTE Evo           | M    | 190 | +14 kör            |
| 16.      | LMGTE Pro     | 51  | AF Corse                  | Alessandro Pier Guidi James Calado                       | Ferrari F154CB 3.9 L Turbo V8 | M    | 190 | +14 kör            |
| 17.      | LMGTE Pro     | 91  | Porsche GT Team           | Gianmaria Bruni Richard Lietz                            | Porsche 911 RSR-19            | M    | 190 | +14 kör            |
| 17.      | LMGTE Pro     | 91  | Porsche GT Team           | Gianmaria Bruni Richard Lietz                            | Porsche 4.2 L Flat-6          | M    | 190 | +14 kör            |
| 18.      | LMGTE Pro     | 52  | AF Corse                  | Miguel Molina Daniel Serra                               | Ferrari 488 GTE Evo           | M    | 190 | +14 kör            |
| 18.      | LMGTE Pro     | 52  | AF Corse                  | Miguel Molina Daniel Serra                               | Ferrari F154CB 3.9 L Turbo V8 | M    | 190 | +14 kör            |
| 19.      | LMGTE Am      | 83  | AF Corse                  | Nicklas Nielsen François Perrodo Alessio Rovera          | Ferrari 488 GTE Evo           | M    | 187 | +17 kör            |
| 19.      | LMGTE Am      | 83  | AF Corse                  | Nicklas Nielsen François Perrodo Alessio Rovera          | Ferrari F154CB 3.9 L Turbo V8 | M    | 187 | +17 kör            |
| 20.      | LMGTE Am      | 98  | Aston Martin Racing       | Augusto Farfus Marcos Gomes Paul Dalla Lana              | Aston Martin Vantage AMR      | M    | 187 | +17 kör            |
| 20.      | LMGTE Am      | 98  | Aston Martin Racing       | Augusto Farfus Marcos Gomes Paul Dalla Lana              | Aston Martin 4.0 L Turbo V8   | M    | 187 | +17 kör            |
| 21.      | LMGTE Am      | 777 | D'station Racing          | Hosino Szatosi Fuidzsi Tomonobu Andrew Watson            | Aston Martin Vantage AMR      | M    | 187 | +17 kör            |
| 21.      | LMGTE Am      | 777 | D'station Racing          | Hosino Szatosi Fuidzsi Tomonobu Andrew Watson            | Aston Martin 4.0 L Turbo V8   | M    | 187 | +17 kör            |
| 22.      | LMGTE Am      | 56  | Team Project 1            | Matteo Cairoli Egidio Perfetti Riccardo Pera             | Porsche 911 RSR-19            | M    | 187 | +17 kör            |
| 22.      | LMGTE Am      | 56  | Team Project 1            | Matteo Cairoli Egidio Perfetti Riccardo Pera             | Porsche 4.2 L Flat-6          | M    | 187 | +17 kör            |
| 23.      | LMGTE Am      | 77  | Dempsey-Proton Racing     | Matt Campbell Jaxon Evans Christian Ried                 | Porsche 911 RSR-19            | M    | 186 | +18 kör            |
| 23.      | LMGTE Am      | 77  | Dempsey-Proton Racing     | Matt Campbell Jaxon Evans Christian Ried                 | Porsche 4.2 L Flat-6          | M    | 186 | +18 kör            |
| 24.      | LMGTE Am      | 88  | Dempsey-Proton Racing     | Marco Seefried Andrew Haryanto Alessio Picariello        | Porsche 911 RSR-19            | M    | 186 | +18 kör            |
| 24.      | LMGTE Am      | 88  | Dempsey-Proton Racing     | Marco Seefried Andrew Haryanto Alessio Picariello        | Porsche 4.2 L Flat-6          | M    | 186 | +18 kör            |
| 25.      | LMGTE Am      | 54  | AF Corse                  | Francesco Castellacci Giancarlo Fisichella Thomas Flohr  | Ferrari 488 GTE Evo           | M    | 186 | +18 kör            |
| 25.      | LMGTE Am      | 54  | AF Corse                  | Francesco Castellacci Giancarlo Fisichella Thomas Flohr  | Ferrari F154CB 3.9 L Turbo V8 | M    | 186 | +18 kör            |
| 26.      | LMGTE Am      | 85  | Iron Lynx                 | Rahel Frey Michelle Gatting Sarah Bovy                   | Ferrari 488 GTE Evo           | M    | 185 | +19 kör            |
| 26.      | LMGTE Am      | 85  | Iron Lynx                 | Rahel Frey Michelle Gatting Sarah Bovy                   | Ferrari F154CB 3.9 L Turbo V8 | M    | 185 | +19 kör            |
| 27.      | LMGTE Am      | 86  | GR Racing                 | Ben Barker Tom Gamble Michael Wainwright                 | Porsche 911 RSR-19            | M    | 185 | +19 kör            |
| 27.      | LMGTE Am      | 86  | GR Racing                 | Ben Barker Tom Gamble Michael Wainwright                 | Porsche 4.2 L Flat-6          | M    | 185 | +19 kör            |
| 28.      | LMGTE Am      | 61  | AF Corse                  | Christoph Ulrich Simon Mann Toni Vilander                | Ferrari 488 GTE Evo           | M    | 185 | +19 kör            |
| 28.      | LMGTE Am      | 61  | AF Corse                  | Christoph Ulrich Simon Mann Toni Vilander                | Ferrari F154CB 3.9 L Turbo V8 | M    | 185 | +19 kör            |
| 29.      | LMGTE Am      | 47  | Cetilar Racing            | Antonio Fuoco Roberto Lacorte Giorgio Sernagiotto        | Ferrari 488 GTE Evo           | M    | 184 | +20 kör            |
| 29.      | LMGTE Am      | 47  | Cetilar Racing            | Antonio Fuoco Roberto Lacorte Giorgio Sernagiotto        | Ferrari F154CB 3.9 L Turbo V8 | M    | 184 | +20 kör            |
| 30.      | LMGTE Am      | 46  | Team Project 1            | Dennis Olsen Anders Buchardt Maxwell Root                | Porsche 911 RSR-19            | M    | 183 | +21 kör            |
| 30.      | LMGTE Am      | 46  | Team Project 1            | Dennis Olsen Anders Buchardt Maxwell Root                | Porsche 4.2 L Flat-6          | M    | 183 | +21 kör            |
| 31.      | LMGTE Am      | 388 | Rinaldi Racing            | Pierre Ehret Christian Hook Jeroen Bleekemolen           | Ferrari 488 GTE Evo           | M    | 182 | +22 kör            |
| 31.      | LMGTE Am      | 388 | Rinaldi Racing            | Pierre Ehret Christian Hook Jeroen Bleekemolen           | Ferrari F154CB 3.9 L Turbo V8 | M    | 182 | +22 kör            |
| 32.      | LMGTE Am      | 33  | TF Sport                  | Felipe Fraga Ben Keating Dylan Pereira                   | Aston Martin Vantage AMR      | M    | 175 | +29 kör            |
| 32.      | LMGTE Am      | 33  | TF Sport                  | Felipe Fraga Ben Keating Dylan Pereira                   | Aston Martin 4.0 L Turbo V8   | M    | 175 | +29 kör            |
| 33.      | Hypercar      | 8   | Toyota Gazoo Racing       | Sébastien Buemi Brendon Hartley Nakadzsima Kazuki        | Toyota GR010 Hybrid           | M    | 161 | +43 kör            |
| 33.      | Hypercar      | 8   | Toyota Gazoo Racing       | Sébastien Buemi Brendon Hartley Nakadzsima Kazuki        | Toyota 3.5 L Turbo V6         | M    | 161 | +43 kör            |
| Hn       | LMP2          | 38  | JOTA                      | Anthony Davidson António Félix da Costa Roberto González | Oreca 07                      | G    | 112 |                    |
| Hn       | LMP2          | 38  | JOTA                      | Anthony Davidson António Félix da Costa Roberto González | Gibson GK428 4.2 L V8         | G    | 112 |                    |
| Ki       | Hypercar      | 708 | Glickenhaus Racing        | Luis Felipe Derani Gustavo Menezes Olivier Pla           | Glickenhaus 007 LMH           | M    | 90  |                    |
| Ki       | Hypercar      | 708 | Glickenhaus Racing        | Luis Felipe Derani Gustavo Menezes Olivier Pla           | Glickenhaus 3.5 L Turbo V8    | M    | 90  |                    |
| Ki       | LMGTE Am      | 60  | Iron Lynx                 | Claudio Schiavoni Andrea Piccini Matteo Cressoni         | Ferrari 488 GTE Evo           | M    | 37  |                    |
| Ki       | LMGTE Am      | 60  | Iron Lynx                 | Claudio Schiavoni Andrea Piccini Matteo Cressoni         | Ferrari F154CB 3.9 L Turbo V8 | M    | 37  |                    |

## A világbajnokság állása a versenyt követően
Hypercar (Teljes táblázat)
| H  | Versenyzők                                        | Pont | H  | Konstruktőrök       | Pont |
| -- | ------------------------------------------------- | ---- | -- | ------------------- | ---- |
| 1. | Sébastien Buemi Nakadzsima Kazuki Brendon Hartley | 75   | 1. | Toyota Gazoo Racing | 90   |
| 2. | Mike Conway Kobajasi Kamui José María López       | 69   | 2. | Alpine Elf Matmut   | 60   |
| 3. | André Negrão Nicolas Lapierre Matthieu Vaxivière  | 60   | 3. | Glickenhaus Racing  | 13   |
| 4. | Romain Dumas Richard Westbrook                    | 33   |    |                     |      |
| 5. | Ryan Briscoe                                      | 18   |    |                     |      |

LMGTE (Teljes táblázat)
| H  | Versenyzők                         | Pont | H  | Konstruktőrök | Pont |
| -- | ---------------------------------- | ---- | -- | ------------- | ---- |
| 1. | Kévin Estre Neel Jani              | 76   | 1. | Ferrari       | 128  |
| 2. | Alessandro Pier Guidi James Calado | 74   | 2. | Porsche       | 121  |
| 3. | Daniel Serra Miguel Molina         | 54   | 3. | '             |      |
| 4. | Gianmaria Bruni Richard Lietz      | 45   |    |               |      |
| 5. | Michael Christensen                | 24   |    |               |      |

LMP2 (Teljes táblázat)
| H  | Versenyzők                                               | Pont | H  | Konstruktőrök             | Pont |
| -- | -------------------------------------------------------- | ---- | -- | ------------------------- | ---- |
| 1. | Philip Hanson                                            | 74   | 1. | United Autosports USA     | 74   |
| 2. | António Félix da Costa Roberto González Anthony Davidson | 56   | 2. | #38 JOTA                  | 56   |
| 3. | Sean Gelael Stoffel Vandoorne Tom Blomqvist              | 53   | 3. | #28 JOTA                  | 53   |
| 4. | Fabio Scherer Filipe Albuquerque                         | 51   | 4. | Team WRT                  | 38   |
| 5. | Robin Frijns Habsburg Ferdinánd Charles Milesi           | 38   | 5. | Inter Europol Competition | 37   |

LMP2 Pro/Am (Teljes táblázat)
| H  | Versenyzők                                     | Pont | H  | Konstruktőrök         | Pont |
| -- | ---------------------------------------------- | ---- | -- | --------------------- | ---- |
| 1. | Esteban García Loïc Duval Norman Nato          | 71   | 1. | Realteam Racing       | 71   |
| 2. | Frits van Eerd                                 | 68   | 2. | Racing Team Nederland | 68   |
| 3. | Henrik Hedman Juan Pablo Montoya Ben Hanley    | 60   | 3. | United Autosports USA | 60   |
| 4. | Jan Magnussen Anders Fjordbach Dennis Andersen | 47   | 4. | High Class Racing     | 48   |
| 5. | Giedo van der Garde Job van Uitert             | 43   | 5. | ARC Bratislava        | 27   |

LMGTE Am (Teljes táblázat)
| H  | Versenyzők                                              | Pont | H  | Konstruktőrök       | Pont |
| -- | ------------------------------------------------------- | ---- | -- | ------------------- | ---- |
| 1. | Antonio Fuoco Roberto Lacorte Giorgio Sernagiotto       | 54   | 1. | Cetilar Racing      | 54   |
| 2. | Nicklas Nielsen François Perrodo Alessio Rovera         | 52   | 2. | #83 AF Corse        | 52   |
| 3. | Augusto Farfus Marcos Gomes Paul Dalla Lana             | 44   | 3. | Aston Martin Racing | 44   |
| 4. | Francesco Castellacci Giancarlo Fisichella Thomas Flohr | 41   | 4. | #54 AF Corse        | 41   |
| 5. | Matteo Cairoli Egidio Perfetti Riccardo Pera            | 40   | 5. | Team Project 1      | 40   |